# 在バチカン中華民国大使館
在バチカン中華民国大使館 (ざいばちかんちゅうかみんこくたいしかん、英: Embassy of the Republic of China (Taiwan) to the Holy See）は中華民国の在外公館である。

## 解説
世界でも数少ない中華民国大使館の一つであり、ヨーロッパに存在する唯一の大使館でもある。 マルタ騎士団との関係も担当している。
ローマにある台北経済文化代表処とは別のものであり、イタリアにおける事実上の大使館としても機能している。

## 参照
- 中華民国とバチカンの関係
- 中華民国の在外機構の一覧
- 在中国ローマ教皇庁大使館